# Élections municipales de 2014 en Corse-du-Sud
Les élections municipales se sont déroulées les 23 et 30 mars 2014 en Corse-du-Sud.

## Maires sortants et maires élus
Le scrutin est marqué par une stabilité politique relative. Seule Ajaccio, principale ville du département et rattaché au Parti Corse Social-Démocrate depuis 2001, passe à droite.
| Commune           | Population | Maire sortant        | Parti | Parti | Maire élu            | Parti | Parti |
| ----------------- | ---------- | -------------------- | ----- | ----- | -------------------- | ----- | ----- |
| Afa               | 2 881      | Pascal Miniconi      |       | CSD   | Pascal Miniconi      |       | CSD   |
| Ajaccio           | 66 809     | Simon Renucci        |       | CSD   | Laurent Marcangeli   |       | UMP   |
| Alata             | 2 998      | Étienne Ferrandi     |       | DVG   | Étienne Ferrandi     |       | DVG   |
| Bastelicaccia     | 3 377      | Antoine Ottavi       |       | DVG   | Antoine Ottavi       |       | DVG   |
| Bonifacio         | 2 938      | Jean-Charles Orsucci |       | PS    | Jean-Charles Orsucci |       | PS    |
| Grosseto-Prugna   | 2 597      | Valérie Bozzi        |       | UMP   | Valérie Bozzi        |       | UMP   |
| Porto-Vecchio     | 10 957     | Georges Mela         |       | UMP   | Georges Mela         |       | UMP   |
| Propriano         | 3 509      | Paul-Marie Bartoli   |       | DVG   | Caroline Bartoli     |       | DVG   |
| Sarrola-Carcopino | 2 155      | Alexandre Sarrola    |       | DVD   | Alexandre Sarrola    |       | DVD   |
| Sartène           | 3 374      | Paul Quilichini      |       | DVD   | Paul Quilichini      |       | DVD   |
| Zonza             | 2 412      | Henri-Paul Agostini  |       | UMP   | Henri-Paul Agostini  |       | UMP   |

### Résultats en nombre de maires
| Partis       | Partis                            | Maires sortants | Maires élus | Évolution     |
| ------------ | --------------------------------- | --------------- | ----------- | ------------- |
|              | Parti socialiste                  | 1               | 1           | en stagnation |
|              | Corse social-démocrate            | 2               | 1           | 1             |
|              | Divers gauche                     | 3               | 3           | en stagnation |
| Total gauche | Total gauche                      | 6               | 5           | 1             |
|              | Union pour un mouvement populaire | 3               | 4           | 1             |
|              | Divers droite                     | 2               | 2           | en stagnation |
| Total droite | Total droite                      | 5               | 6           | 1             |
| Total        | Total                             | 11              | 11          | -             |

## Résultats dans les communes de plus de1 000 habitants

### Afa
- Maire sortant : Pascal Miniconi (CSD)
- 23 sièges à pourvoir au conseil municipal (population légale 2011 : 2 881 habitants)
- 4 sièges à pourvoir au conseil communautaire (CA du Pays ajaccien)

|                | Ange Pascal Miniconi | DVG            | 1 406 | 64,94  | 19 | 3 |  |  |
|                | Jean-Louis Luciani   | DVG            | 759   | 35,05  | 4  | 1 |  |  |
|                |                      |                |       |        |    |   |  |  |
| Inscrits       | Inscrits             | Inscrits       | 2 465 | 100,00 |    |   |  |  |
| Abstentions    | Abstentions          | Abstentions    | 247   | 10,02  |    |   |  |  |
| Votants        | Votants              | Votants        | 2 218 | 89,98  |    |   |  |  |
| Blancs et nuls | Blancs et nuls       | Blancs et nuls | 53    | 2,39   |    |   |  |  |
| Exprimés       | Exprimés             | Exprimés       | 2 165 | 97,61  |    |   |  |  |

### Ajaccio
- Maire sortant : Simon Renucci (CSD)
- 49 sièges à pourvoir au conseil municipal (population légale 2011 : 66 809 habitants)
- 27 sièges à pourvoir au conseil communautaire (CA du Pays ajaccien)

| Tête de liste            | Tête de liste      | Liste          | Premier tour | Premier tour | Second tour | Second tour | Sièges | Sièges |
| Tête de liste            | Tête de liste      | Liste          | Voix         | %            | Voix        | %           | CM     | CC     |
| ------------------------ | ------------------ | -------------- | ------------ | ------------ | ----------- | ----------- | ------ | ------ |
|                          | Simon Renucci *    | CSD            | 8 543        | 36,57        | 12 020      | 46,03       | 11     | 6      |
|                          | Laurent Marcangeli | UMP-UDI        | 8 214        | 35,16        | 12 301      | 47,10       | 37     | 20     |
|                          | Joseph Filippi     | DIV            | 2 517        | 10,77        | 1 792       | 6,86        | 1      | 1      |
|                          | José Risticoni     | FN             | 1 940        | 8,30         |             |             |        |        |
|                          | Anne-Marie Luciani | DVG            | 895          | 3,83         |             |             |        |        |
|                          | Jacques Billard    | DVD            | 650          | 2,78         |             |             |        |        |
|                          | François Filoni    | FN             | 599          | 2,56         |             |             |        |        |
|                          |                    |                |              |              |             |             |        |        |
| Inscrits                 | Inscrits           | Inscrits       | 33 527       | 100,00       | 33 929      | 100,00      |        |        |
| Abstentions              | Abstentions        | Abstentions    | 9 636        | 28,74        | 7 187       | 21,18       |        |        |
| Votants                  | Votants            | Votants        | 23 891       | 71,26        | 26 742      | 78,82       |        |        |
| Blancs et nuls           | Blancs et nuls     | Blancs et nuls | 533          | 2,23         | 629         | 2,35        |        |        |
| Exprimés                 | Exprimés           | Exprimés       | 23 358       | 97,77        | 26 113      | 97,65       |        |        |
| * Liste du maire sortant |                    |                |              |              |             |             |        |        |

### Alata
- Maire sortant : Étienne Ferrandi (DVG)
- 23 sièges à pourvoir au conseil municipal (population légale 2011 : 2 998 habitants)
- 4 sièges à pourvoir au conseil communautaire (CA du Pays ajaccien)

|                          | Étienne Ferrandi * | DVG            | 1 539 | 70,95  | 20 | 4 |  |  |
|                          | Pierre Ferrucci    | DVD            | 630   | 29,04  | 3  |   |  |  |
|                          |                    |                |       |        |    |   |  |  |
| Inscrits                 | Inscrits           | Inscrits       | 2 785 | 100,00 |    |   |  |  |
| Abstentions              | Abstentions        | Abstentions    | 556   | 19,96  |    |   |  |  |
| Votants                  | Votants            | Votants        | 2 229 | 80,04  |    |   |  |  |
| Blancs et nuls           | Blancs et nuls     | Blancs et nuls | 60    | 2,69   |    |   |  |  |
| Exprimés                 | Exprimés           | Exprimés       | 2 169 | 97,31  |    |   |  |  |
| * Liste du maire sortant |                    |                |       |        |    |   |  |  |

### Albitreccia
- Maire sortant : Pierre-Paul Luciani (DVD)
- 19 sièges à pourvoir au conseil municipal (population légale 2011 : 1 542 habitants)
- 6 sièges à pourvoir au conseil communautaire (CC de la Pieve de l'Ornano et du Taravo)

|                          | Pierre-Paul Luciani * | DVD            | 524   | 54,13  | 15 | 5 |  |  |
|                          | Paul-Joseph Quastana  | SE             | 444   | 45,86  | 4  | 1 |  |  |
|                          |                       |                |       |        |    |   |  |  |
| Inscrits                 | Inscrits              | Inscrits       | 1 268 | 100,00 |    |   |  |  |
| Abstentions              | Abstentions           | Abstentions    | 257   | 20,27  |    |   |  |  |
| Votants                  | Votants               | Votants        | 1 011 | 79,73  |    |   |  |  |
| Blancs et nuls           | Blancs et nuls        | Blancs et nuls | 43    | 4,25   |    |   |  |  |
| Exprimés                 | Exprimés              | Exprimés       | 968   | 95,75  |    |   |  |  |
| * Liste du maire sortant |                       |                |       |        |    |   |  |  |

### Appietto
- Maire sortant : François Faggianelli
- 19 sièges à pourvoir au conseil municipal (population légale 2011 : 1 615 habitants)
- 3 sièges à pourvoir au conseil communautaire (CA du Pays ajaccien)

|                          | François Faggianelli * | DVG            | 836   | 67,58  | 16 | 3 |  |  |
|                          | Jean-Paul Grisoni      | DVD            | 273   | 22,06  | 2  |   |  |  |
|                          | Jocelyne Caparelli     | DVD            | 128   | 10,34  | 1  |   |  |  |
|                          |                        |                |       |        |    |   |  |  |
| Inscrits                 | Inscrits               | Inscrits       | 1 449 | 100,00 |    |   |  |  |
| Abstentions              | Abstentions            | Abstentions    | 193   | 13,32  |    |   |  |  |
| Votants                  | Votants                | Votants        | 1 256 | 86,68  |    |   |  |  |
| Blancs et nuls           | Blancs et nuls         | Blancs et nuls | 19    | 1,51   |    |   |  |  |
| Exprimés                 | Exprimés               | Exprimés       | 1 237 | 98,49  |    |   |  |  |
| * Liste du maire sortant |                        |                |       |        |    |   |  |  |

### Bastelicaccia
- Maire sortant : Antoine Ottavi (DVG)
- 23 sièges à pourvoir au conseil municipal (population légale 2011 : 3 377 habitants)
- 11 sièges à pourvoir au conseil communautaire (CC Celavu-Prunelli)

|                          | Antoine Ottavi * | DVG            | 1 581 | 100,00 | 23 | 11 |  |  |
|                          |                  |                |       |        |    |    |  |  |
| Inscrits                 | Inscrits         | Inscrits       | 2 645 | 100,00 |    |    |  |  |
| Abstentions              | Abstentions      | Abstentions    | 978   | 36,98  |    |    |  |  |
| Votants                  | Votants          | Votants        | 1 667 | 63,02  |    |    |  |  |
| Blancs et nuls           | Blancs et nuls   | Blancs et nuls | 86    | 5,16   |    |    |  |  |
| Exprimés                 | Exprimés         | Exprimés       | 1 581 | 94,84  |    |    |  |  |
| * Liste du maire sortant |                  |                |       |        |    |    |  |  |

### Bonifacio
- Maire sortant : Jean-Charles Orsucci (PS)
- 23 sièges à pourvoir au conseil municipal (population légale 2011 : 2 938 habitants)
- 6 sièges à pourvoir au conseil communautaire (CC du Sud Corse)

|                          | Jean-Charles Orsucci *    | PS             | 1 551 | 77,82  | 21 | 6 |  |  |
|                          | Jean-Pierre Paolantonacci | DVD            | 442   | 22,17  | 2  |   |  |  |
|                          |                           |                |       |        |    |   |  |  |
| Inscrits                 | Inscrits                  | Inscrits       | 2 599 | 100,00 |    |   |  |  |
| Abstentions              | Abstentions               | Abstentions    | 467   | 17,97  |    |   |  |  |
| Votants                  | Votants                   | Votants        | 2 132 | 82,03  |    |   |  |  |
| Blancs et nuls           | Blancs et nuls            | Blancs et nuls | 139   | 6,52   |    |   |  |  |
| Exprimés                 | Exprimés                  | Exprimés       | 1 993 | 93,48  |    |   |  |  |
| * Liste du maire sortant |                           |                |       |        |    |   |  |  |

### Cargèse
- Maire sortant : François Garidacci
- 15 sièges à pourvoir au conseil municipal (population légale 2011 : 1 212 habitants)
- 9 sièges à pourvoir au conseil communautaire (CC Spelunca-Liamone)

|                          | François Garidacci * | UMP            | 544 | 100,00 | 15 | 9 |  |  |
|                          |                      |                |     |        |    |   |  |  |
| Inscrits                 | Inscrits             | Inscrits       | 957 | 100,00 |    |   |  |  |
| Abstentions              | Abstentions          | Abstentions    | 275 | 28,74  |    |   |  |  |
| Votants                  | Votants              | Votants        | 682 | 71,26  |    |   |  |  |
| Blancs et nuls           | Blancs et nuls       | Blancs et nuls | 138 | 20,23  |    |   |  |  |
| Exprimés                 | Exprimés             | Exprimés       | 544 | 79,77  |    |   |  |  |
| * Liste du maire sortant |                      |                |     |        |    |   |  |  |

### Cauro
- Maire sortant : Nathalie Leonetti (UMP)
- 15 sièges à pourvoir au conseil municipal (population légale 2011 : 1 299 habitants)
- 4 sièges à pourvoir au conseil communautaire (CC de la Pieve de l'Ornano et du Taravo)

|                          | Pascal Leccia       | DVG            | 434   | 51,05  | 12 | 3 |  |  |
|                          | Nathalie Leonetti * | UMP            | 382   | 44,94  | 3  | 1 |  |  |
|                          | Mathieu Bocognano   | SE             | 34    | 4,00   |    |   |  |  |
|                          |                     |                |       |        |    |   |  |  |
| Inscrits                 | Inscrits            | Inscrits       | 1 041 | 100,00 |    |   |  |  |
| Abstentions              | Abstentions         | Abstentions    | 173   | 16,62  |    |   |  |  |
| Votants                  | Votants             | Votants        | 868   | 83,38  |    |   |  |  |
| Blancs et nuls           | Blancs et nuls      | Blancs et nuls | 18    | 2,07   |    |   |  |  |
| Exprimés                 | Exprimés            | Exprimés       | 850   | 97,93  |    |   |  |  |
| * Liste du maire sortant |                     |                |       |        |    |   |  |  |

### Conca
- Maire sortant : François Mosconi (DVG)
- 15 sièges à pourvoir au conseil municipal (population légale 2011 : 1 083 habitants)
- 6 sièges à pourvoir au conseil communautaire (CC de l'Alta Rocca)

|                          | François-Antoine Mosconi * | DVG            | 626 | 100,00 | 15 | 6 |  |  |
|                          |                            |                |     |        |    |   |  |  |
| Inscrits                 | Inscrits                   | Inscrits       | 890 | 100,00 |    |   |  |  |
| Abstentions              | Abstentions                | Abstentions    | 224 | 25,17  |    |   |  |  |
| Votants                  | Votants                    | Votants        | 666 | 74,83  |    |   |  |  |
| Blancs et nuls           | Blancs et nuls             | Blancs et nuls | 40  | 6,01   |    |   |  |  |
| Exprimés                 | Exprimés                   | Exprimés       | 626 | 93,99  |    |   |  |  |
| * Liste du maire sortant |                            |                |     |        |    |   |  |  |

### Cuttoli-Corticchiato
- Maire sortant : Paul François Scarbonchi
- 19 sièges à pourvoir au conseil municipal (population légale 2011 : 1 928 habitants)
- 3 sièges à pourvoir au conseil communautaire (CA du Pays ajaccien)

|                | Jean Biancucci | SE             | 867   | 100,00 | 19 | 3 |  |  |
|                |                |                |       |        |    |   |  |  |
| Inscrits       | Inscrits       | Inscrits       | 1 550 | 100,00 |    |   |  |  |
| Abstentions    | Abstentions    | Abstentions    | 607   | 39,16  |    |   |  |  |
| Votants        | Votants        | Votants        | 943   | 60,84  |    |   |  |  |
| Blancs et nuls | Blancs et nuls | Blancs et nuls | 76    | 8,06   |    |   |  |  |
| Exprimés       | Exprimés       | Exprimés       | 867   | 91,94  |    |   |  |  |

### Eccica-Suarella
- Maire sortant : Paul-François Pellegrinetti (DVG)
- 15 sièges à pourvoir au conseil municipal (population légale 2011 : 1 062 habitants)
- 3 sièges à pourvoir au conseil communautaire (CC Celavu-Prunelli)

|                | Pierre Poli    | DVG            | 527 | 100,00 | 15 | 3 |  |  |
|                |                |                |     |        |    |   |  |  |
| Inscrits       | Inscrits       | Inscrits       | 791 | 100,00 |    |   |  |  |
| Abstentions    | Abstentions    | Abstentions    | 214 | 27,05  |    |   |  |  |
| Votants        | Votants        | Votants        | 577 | 72,95  |    |   |  |  |
| Blancs et nuls | Blancs et nuls | Blancs et nuls | 50  | 8,67   |    |   |  |  |
| Exprimés       | Exprimés       | Exprimés       | 527 | 91,33  |    |   |  |  |

### Figari
- Maire sortant : Roger Simoni
- 15 sièges à pourvoir au conseil municipal (population légale 2011 : 1 336 habitants)
- 2 sièges à pourvoir au conseil communautaire (CC du Sud Corse)

| Tête de liste  | Tête de liste  | Liste          | Premier tour | Premier tour | Second tour | Second tour | Sièges | Sièges |
| Tête de liste  | Tête de liste  | Liste          | Voix         | %            | Voix        | %           | CM     | CC     |
| -------------- | -------------- | -------------- | ------------ | ------------ | ----------- | ----------- | ------ | ------ |
|                | Claude Pompa   | SE             | 373          | 37,15        | 438         | 42,31       | 11     | 2      |
|                | Julie Guiseppi | SE             | 332          | 33,06        | 384         | 37,10       | 3      |        |
|                | Joseph Simoni  | DVG            | 299          | 29,78        | 213         | 20,57       | 1      |        |
|                |                |                |              |              |             |             |        |        |
| Inscrits       | Inscrits       | Inscrits       | 1 146        | 100,00       | 1 145       | 100,00      |        |        |
| Abstentions    | Abstentions    | Abstentions    | 124          | 10,82        | 94          | 8,21        |        |        |
| Votants        | Votants        | Votants        | 1 022        | 89,18        | 1 051       | 91,79       |        |        |
| Blancs et nuls | Blancs et nuls | Blancs et nuls | 18           | 1,76         | 16          | 1,52        |        |        |
| Exprimés       | Exprimés       | Exprimés       | 1 004        | 98,24        | 1 035       | 98,48       |        |        |

### Grosseto-Prugna
- Maire sortant : Valérie Bozzi
- 23 sièges à pourvoir au conseil municipal (population légale 2011 : 2 597 habitants)
- 10 sièges à pourvoir au conseil communautaire (CC de la Pieve de l'Ornano et du Taravo)

|                          | Valérie Bozzi * | UMP            | 1 494 | 74,40  | 20 | 9 |  |  |
|                          | Louis Giordani  | DVD            | 514   | 25,59  | 3  | 1 |  |  |
|                          |                 |                |       |        |    |   |  |  |
| Inscrits                 | Inscrits        | Inscrits       | 2 719 | 100,00 |    |   |  |  |
| Abstentions              | Abstentions     | Abstentions    | 629   | 23,13  |    |   |  |  |
| Votants                  | Votants         | Votants        | 2 090 | 76,87  |    |   |  |  |
| Blancs et nuls           | Blancs et nuls  | Blancs et nuls | 82    | 3,92   |    |   |  |  |
| Exprimés                 | Exprimés        | Exprimés       | 2 008 | 96,08  |    |   |  |  |
| * Liste du maire sortant |                 |                |       |        |    |   |  |  |

### Lecci
- Maire sortant : Gilles Giovannageli
- 15 sièges à pourvoir au conseil municipal (population légale 2011 : 1 376 habitants)
- 2 sièges à pourvoir au conseil communautaire (CC du Sud Corse)

| Tête de liste            | Tête de liste          | Liste          | Premier tour | Premier tour | Second tour | Second tour | Sièges | Sièges |
| Tête de liste            | Tête de liste          | Liste          | Voix         | %            | Voix        | %           | CM     | CC     |
| ------------------------ | ---------------------- | -------------- | ------------ | ------------ | ----------- | ----------- | ------ | ------ |
|                          | Gilles Giovannangeli * | DVD            | 434          | 45,49        | 462         | 47,92       | 3      |        |
|                          | Georges Gianni         | UMP            | 360          | 37,73        | 502         | 52,07       | 12     | 2      |
|                          | Patrick Michelangeli   | SE             | 160          | 16,77        |             |             |        |        |
|                          |                        |                |              |              |             |             |        |        |
| Inscrits                 | Inscrits               | Inscrits       | 1 052        | 100,00       | 1 052       | 100,00      |        |        |
| Abstentions              | Abstentions            | Abstentions    | 90           | 8,56         | 83          | 7,89        |        |        |
| Votants                  | Votants                | Votants        | 962          | 91,44        | 969         | 92,11       |        |        |
| Blancs et nuls           | Blancs et nuls         | Blancs et nuls | 8            | 0,83         | 5           | 0,52        |        |        |
| Exprimés                 | Exprimés               | Exprimés       | 954          | 99,17        | 964         | 99,48       |        |        |
| * Liste du maire sortant |                        |                |              |              |             |             |        |        |

### Olmeto
- Maire sortant : Valère Secondi
- 15 sièges à pourvoir au conseil municipal (population légale 2011 : 1 217 habitants)
- 3 sièges à pourvoir au conseil communautaire (CC du Sartenais Valinco Taravo)

|                | José-Pierre Mozziconacci | DVG            | 687   | 67,81  | 13 | 3 |  |  |
|                | André Mancini            | DVD            | 326   | 32,18  | 2  |   |  |  |
|                |                          |                |       |        |    |   |  |  |
| Inscrits       | Inscrits                 | Inscrits       | 1 175 | 100,00 |    |   |  |  |
| Abstentions    | Abstentions              | Abstentions    | 137   | 11,66  |    |   |  |  |
| Votants        | Votants                  | Votants        | 1 038 | 88,34  |    |   |  |  |
| Blancs et nuls | Blancs et nuls           | Blancs et nuls | 25    | 2,41   |    |   |  |  |
| Exprimés       | Exprimés                 | Exprimés       | 1 013 | 97,59  |    |   |  |  |

### Peri
- Maire sortant : Xavier Lacombe
- 19 sièges à pourvoir au conseil municipal (population légale 2011 : 1 744 habitants)
- 3 sièges à pourvoir au conseil communautaire (CA du Pays ajaccien)

|                          | Baptiste Xavier Lacombe * | UMP            | 1 330 | 86,36  | 18 | 3 |  |  |
|                          | Lucien Barbolosi          | DVG            | 210   | 13,63  | 1  |   |  |  |
|                          |                           |                |       |        |    |   |  |  |
| Inscrits                 | Inscrits                  | Inscrits       | 1 733 | 100,00 |    |   |  |  |
| Abstentions              | Abstentions               | Abstentions    | 155   | 8,94   |    |   |  |  |
| Votants                  | Votants                   | Votants        | 1 578 | 91,06  |    |   |  |  |
| Blancs et nuls           | Blancs et nuls            | Blancs et nuls | 38    | 2,41   |    |   |  |  |
| Exprimés                 | Exprimés                  | Exprimés       | 1 540 | 97,59  |    |   |  |  |
| * Liste du maire sortant |                           |                |       |        |    |   |  |  |

### Pietrosella
- Maire sortant : Jean-Baptiste Luccioni
- 15 sièges à pourvoir au conseil municipal (population légale 2011 : 1 250 habitants)
- 5 sièges à pourvoir au conseil communautaire (CC de la Pieve de l'Ornano et du Taravo)

|                          | Jean-Baptiste Luccioni * | DVG            | 702   | 68,55  | 13 | 5 |  |  |
|                          | Stéphane Antona          | DVD            | 322   | 31,44  | 2  |   |  |  |
|                          |                          |                |       |        |    |   |  |  |
| Inscrits                 | Inscrits                 | Inscrits       | 1 198 | 100,00 |    |   |  |  |
| Abstentions              | Abstentions              | Abstentions    | 159   | 13,27  |    |   |  |  |
| Votants                  | Votants                  | Votants        | 1 039 | 86,73  |    |   |  |  |
| Blancs et nuls           | Blancs et nuls           | Blancs et nuls | 15    | 1,44   |    |   |  |  |
| Exprimés                 | Exprimés                 | Exprimés       | 1 024 | 98,56  |    |   |  |  |
| * Liste du maire sortant |                          |                |       |        |    |   |  |  |

### Porto-Vecchio
- Maire sortant : Georges Mela
- 33 sièges à pourvoir au conseil municipal (population légale 2011 : 10 957 habitants)
- 13 sièges à pourvoir au conseil communautaire (CC du Sud Corse)

| Tête de liste            | Tête de liste            | Liste          | Premier tour | Premier tour | Second tour | Second tour | Sièges | Sièges |
| Tête de liste            | Tête de liste            | Liste          | Voix         | %            | Voix        | %           | CM     | CC     |
| ------------------------ | ------------------------ | -------------- | ------------ | ------------ | ----------- | ----------- | ------ | ------ |
|                          | Georges Mela *           | UMP            | 3 865        | 49,51        | 4 341       | 53,83       | 26     | 10     |
|                          | Jean-Christophe Angelini | PNC            | 3 330        | 42,65        | 3 723       | 46,16       | 7      | 3      |
|                          | Michel Giraschi          | DIV            | 611          | 7,82         |             |             |        |        |
|                          |                          |                |              |              |             |             |        |        |
| Inscrits                 | Inscrits                 | Inscrits       | 9 667        | 100,00       | 9 669       | 100,00      |        |        |
| Abstentions              | Abstentions              | Abstentions    | 1 701        | 17,60        | 1 408       | 14,56       |        |        |
| Votants                  | Votants                  | Votants        | 7 966        | 82,40        | 8 261       | 85,44       |        |        |
| Blancs et nuls           | Blancs et nuls           | Blancs et nuls | 160          | 2,01         | 197         | 2,38        |        |        |
| Exprimés                 | Exprimés                 | Exprimés       | 7 806        | 97,99        | 8 064       | 97,62       |        |        |
| * Liste du maire sortant |                          |                |              |              |             |             |        |        |

### Propriano
- Maire sortant : Paul-Marie Bartoli
- 27 sièges à pourvoir au conseil municipal (population légale 2011 : 3 509 habitants)
- 10 sièges à pourvoir au conseil communautaire (CC du Sartenais Valinco Taravo)

|                | Caroline Bartoli | DVG            | 1 512 | 69,48  | 23 | 9 |  |  |
|                | Jacques Luciani  | DVG            | 664   | 30,51  | 4  | 1 |  |  |
|                |                  |                |       |        |    |   |  |  |
| Inscrits       | Inscrits         | Inscrits       | 2 482 | 100,00 |    |   |  |  |
| Abstentions    | Abstentions      | Abstentions    | 226   | 9,11   |    |   |  |  |
| Votants        | Votants          | Votants        | 2 256 | 90,89  |    |   |  |  |
| Blancs et nuls | Blancs et nuls   | Blancs et nuls | 80    | 3,55   |    |   |  |  |
| Exprimés       | Exprimés         | Exprimés       | 2 176 | 96,45  |    |   |  |  |

### San-Gavino-di-Carbini
- Maire sortant : Don Pierre Pietri
- 15 sièges à pourvoir au conseil municipal (population légale 2011 : 1 060 habitants)
- 5 sièges à pourvoir au conseil communautaire (CC de l'Alta Rocca)

|                          | Don Pierre Jean Pietri * | UMP            | 507   | 57,22  | 12 | 4 |  |  |
|                          | Jean-Charles Marchini    | DVG            | 379   | 42,77  | 3  | 1 |  |  |
|                          |                          |                |       |        |    |   |  |  |
| Inscrits                 | Inscrits                 | Inscrits       | 1 029 | 100,00 |    |   |  |  |
| Abstentions              | Abstentions              | Abstentions    | 116   | 11,27  |    |   |  |  |
| Votants                  | Votants                  | Votants        | 913   | 88,73  |    |   |  |  |
| Blancs et nuls           | Blancs et nuls           | Blancs et nuls | 27    | 2,96   |    |   |  |  |
| Exprimés                 | Exprimés                 | Exprimés       | 886   | 97,04  |    |   |  |  |
| * Liste du maire sortant |                          |                |       |        |    |   |  |  |

### Sari-Solenzara
- Maire sortant : Jean Toma
- 15 sièges à pourvoir au conseil municipal (population légale 2011 : 1 382 habitants)
- 7 sièges à pourvoir au conseil communautaire (CC de l'Alta Rocca)

|                          | Jean Toma *       | UDI            | 773   | 74,32  | 13 | 6 |  |  |
|                          | Jean-Paul Quilici | DVG            | 267   | 25,67  | 2  | 1 |  |  |
|                          |                   |                |       |        |    |   |  |  |
| Inscrits                 | Inscrits          | Inscrits       | 1 250 | 100,00 |    |   |  |  |
| Abstentions              | Abstentions       | Abstentions    | 190   | 15,20  |    |   |  |  |
| Votants                  | Votants           | Votants        | 1 060 | 84,80  |    |   |  |  |
| Blancs et nuls           | Blancs et nuls    | Blancs et nuls | 20    | 1,89   |    |   |  |  |
| Exprimés                 | Exprimés          | Exprimés       | 1 040 | 98,11  |    |   |  |  |
| * Liste du maire sortant |                   |                |       |        |    |   |  |  |

### Sarrola-Carcopino
- Maire sortant : Alexandre Sarrola
- 19 sièges à pourvoir au conseil municipal (population légale 2011 : 2 155 habitants)
- 4 sièges à pourvoir au conseil communautaire (CA du Pays ajaccien)

|                          | Alexandre Sarrola * | DVG            | 1 273 | 100,00 | 19 | 4 |  |  |
|                          |                     |                |       |        |    |   |  |  |
| Inscrits                 | Inscrits            | Inscrits       | 1 871 | 100,00 |    |   |  |  |
| Abstentions              | Abstentions         | Abstentions    | 503   | 26,88  |    |   |  |  |
| Votants                  | Votants             | Votants        | 1 368 | 73,12  |    |   |  |  |
| Blancs et nuls           | Blancs et nuls      | Blancs et nuls | 95    | 6,94   |    |   |  |  |
| Exprimés                 | Exprimés            | Exprimés       | 1 273 | 93,06  |    |   |  |  |
| * Liste du maire sortant |                     |                |       |        |    |   |  |  |

### Sartène
- Maire sortant : Paul Quilichini
- 23 sièges à pourvoir au conseil municipal (population légale 2011 : 3 374 habitants)
- 10 sièges à pourvoir au conseil communautaire (CC du Sartenais Valinco Taravo)

| Tête de liste            | Tête de liste      | Liste          | Premier tour | Premier tour | Second tour | Second tour | Sièges | Sièges |
| Tête de liste            | Tête de liste      | Liste          | Voix         | %            | Voix        | %           | CM     | CC     |
| ------------------------ | ------------------ | -------------- | ------------ | ------------ | ----------- | ----------- | ------ | ------ |
|                          | Paul Quilichini *  | DVD            | 803          | 35,37        | 1 297       | 57,72       | 18     | 8      |
|                          | Dominique Bucchini | PCF            | 692          | 30,48        | 950         | 42,27       | 5      | 2      |
|                          | Pierre Versini     | UMP            | 581          | 25,59        |             |             |        |        |
|                          | Antoine Mondoloni  | SE             | 194          | 8,54         |             |             |        |        |
|                          |                    |                |              |              |             |             |        |        |
| Inscrits                 | Inscrits           | Inscrits       | 2 612        | 100,00       | 2 612       | 100,00      |        |        |
| Abstentions              | Abstentions        | Abstentions    | 266          | 10,18        | 254         | 9,72        |        |        |
| Votants                  | Votants            | Votants        | 2 346        | 89,82        | 2 358       | 90,28       |        |        |
| Blancs et nuls           | Blancs et nuls     | Blancs et nuls | 76           | 3,24         | 111         | 4,71        |        |        |
| Exprimés                 | Exprimés           | Exprimés       | 2 270        | 96,76        | 2 247       | 95,29       |        |        |
| * Liste du maire sortant |                    |                |              |              |             |             |        |        |

### Sotta
- Maire sortant : Joseph Pietri
- 15 sièges à pourvoir au conseil municipal (population légale 2011 : 1 095 habitants)
- 2 sièges à pourvoir au conseil communautaire (CC du Sud Corse)

| Tête de liste  | Tête de liste            | Liste          | Premier tour | Premier tour | Second tour | Second tour | Sièges | Sièges |
| Tête de liste  | Tête de liste            | Liste          | Voix         | %            | Voix        | %           | CM     | CC     |
| -------------- | ------------------------ | -------------- | ------------ | ------------ | ----------- | ----------- | ------ | ------ |
|                | Jean Marc Serra          | DVD            | 421          | 49,29        | 567         | 69,06       | 13     | 2      |
|                | Jean-Baptiste Filippi    | SE             | 171          | 20,02        | 254         | 30,93       | 2      |        |
|                | Joseph Pacini            | SE             | 145          | 16,97        |             |             |        |        |
|                | Jean-Christophe Hervouet | SE             | 117          | 13,70        |             |             |        |        |
|                |                          |                |              |              |             |             |        |        |
| Inscrits       | Inscrits                 | Inscrits       | 968          | 100,00       | 968         | 100,00      |        |        |
| Abstentions    | Abstentions              | Abstentions    | 105          | 10,85        | 120         | 12,40       |        |        |
| Votants        | Votants                  | Votants        | 863          | 89,15        | 848         | 87,60       |        |        |
| Blancs et nuls | Blancs et nuls           | Blancs et nuls | 9            | 1,04         | 27          | 3,18        |        |        |
| Exprimés       | Exprimés                 | Exprimés       | 854          | 98,96        | 821         | 96,82       |        |        |

### Zonza
- Maire sortant : Henri-Paul Agostini
- 19 sièges à pourvoir au conseil municipal (population légale 2011 : 2 412 habitants)
- 12 sièges à pourvoir au conseil communautaire (CC de l'Alta Rocca)

|                          | Henri-Paul Agostini * | UMP            | 968   | 62,13  | 16 | 10 |  |  |
|                          | Antoine Carli         | IPC            | 590   | 37,86  | 3  | 2  |  |  |
|                          |                       |                |       |        |    |    |  |  |
| Inscrits                 | Inscrits              | Inscrits       | 1 940 | 100,00 |    |    |  |  |
| Abstentions              | Abstentions           | Abstentions    | 349   | 17,99  |    |    |  |  |
| Votants                  | Votants               | Votants        | 1 591 | 82,01  |    |    |  |  |
| Blancs et nuls           | Blancs et nuls        | Blancs et nuls | 33    | 2,07   |    |    |  |  |
| Exprimés                 | Exprimés              | Exprimés       | 1 558 | 97,93  |    |    |  |  |
| * Liste du maire sortant |                       |                |       |        |    |    |  |  |